# Castelo de Saint-Rémy d'Altenstadt

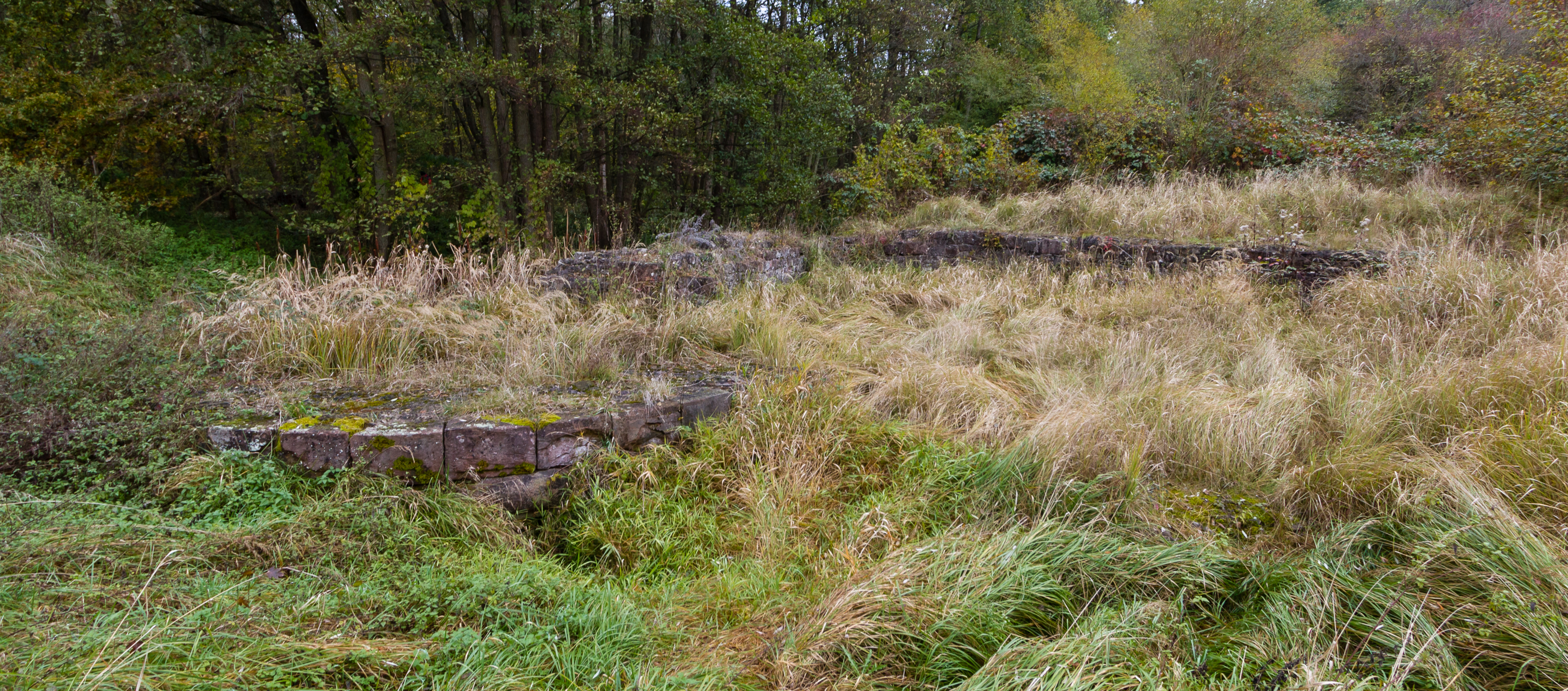
Os restos de um antigo castelo aproximadamente trapezoidal com pelo menos três torres de canto

O Château Saint-Rémy d'Altenstadt é um castelo em ruínas na comuna de Wissembourg, no departamento de Bas-Rhin, Alsácia, França. Foi um dos quatro castelos que protegem a Abadia de Wissembourg. É um monumento histórico listado desde 1989.